# 升钟水库
升钟水库位于四川省南部县嘉陵江支流西河上，大坝地址在升钟乡碑垭庙（现升水镇）。

## 技术概貌
水库控制流域面积1756平方公里，总库容13.39亿立方米，灌区总耕地面积296万亩，设计灌溉面积211.74万亩，是四川最大的水库之一。最大坝高为79米，最大坝底宽528.15米，坝顶宽9.8米，坝顶长420米。2.71亿立方米的防洪库容，“拦洪、滞洪、错峰、削峰”防洪效益得到充分发挥。

## 历史
水库于1976年3月25日经国家计委批准兴建，1977年12月8日大坝正式动工，因国家数次压缩基建投资，至1984年下闸蓄水，1987年右总干渠上段通水开始发挥效益，1998年底一期配套工程全面竣工，建成大型水库1座，扩建中型水库1座，实现控灌川东北南充、广元两市耕地面积138.93万亩。目前一期工程已建成库区机电提灌站132处、224级， 装机13835.5千瓦；建成总干渠、干渠各1条，分干渠3条，支渠和分支渠8条，斗渠44条，农渠776条，总长5551.9公里，建筑物总长1058.65公里，总投资约16亿元。灌溉南充市的顺庆、嘉陵、南部、西充、阆中、蓬安、仪陇7县（市、区）和广元市的剑阁138.93万亩耕地。截至2019年12月，累计放水59亿立方米，累计灌溉3900万亩，累计增产粮食223亿公斤，累计增加产值335亿元。每年解决沿途乡镇工业用水和160万人的生产生活用水困难。升钟水库共建2座电站，装机容量13835.5千瓦，年发电收入达1000万元。
升钟水库一期灌区节水改造项目投资8.5亿元，于2020年全面完成。通过续建配套与节水改造项目，升钟灌区的渠系水利用系数由0.70提升到0.90；灌溉水利用系数由0.38提升到0.454；亩均灌溉用水量由221.58立方米/亩降低到159.80立方米/亩；年节水总量提升到7800万立方米。项目实施前放水从渠首到最远渠道需 40小时，改造后仅需18小时，节时22小时。项目实施前平均灌溉时间为60天，项目实施后平均灌溉时间为25天。
升钟水库灌区二期列入了2014年国务院确定的172项节水供水重大水利工程。建设内容包括新建南充干渠、盐溪分干渠、赵子河水库、应家沟水库、五龙支渠、李渡支渠、武胜支渠以及三元、大观、木老、西兴、石楼、大河坝、复兴、高农及南溪等9条分支渠。其中南充干渠长约51.78公里，渠首设计输水流量为16.5立方米每秒；盐溪分干渠长约22.81公里，渠首设计输水流量为6.5立方米每秒；3条支渠和9条分支渠长约181.11公里。二期工程建成后，将灌溉耕地67.48万亩，受益人口122万，整个升钟水利工程建成后灌面达到206万亩，惠及总人口380万。
既是独立大型水利工程也同时与升钟水库配套、提升升钟水库引灌功能的武都引水工程一期也于2002年竣工，二期工程列入了2014年国务院确定的172项节水供水重大水利工程。。